# Hercostomus xixianus
Hercostomus xixianus är en tvåvingeart som beskrevs av Yang 1999. Hercostomus xixianus ingår i släktet Hercostomus och familjen styltflugor.
Artens utbredningsområde är Henan (Kina). Inga underarter finns listade i Catalogue of Life.